# Бредихін (селище)
Бредихін (рос. Бредихин) — селище у Хотинецькому районі Орловської області Російської Федерації.
Населення становить 0 осіб. Входить до муніципального утворення Богородицьке сільське поселення.

## Історія
Населений пункт розташований у межах Чорнозем'я та історичного Дикого Поля. Від 13 червня 1934 року після ліквідації Центрально-Чорноземної області населений пункт увійшов до складу новоствореної Курської області.
Від 2013 року входить до муніципального утворення Богородицьке сільське поселення.

## Населення
| 2010 |
| ---- |
| 0    |